# Número de Sommerfeld
El número de Sommerfeld (S) es un número adimensional de la tecnología de la lubricación y se utiliza ampliamente en el diseño de cojinetes de ejes. Se define como:
| Símbolo              | Nombre                                      | Unidad |
| -------------------- | ------------------------------------------- | ------ |
| {\displaystyle S}    | Número de Sommerfeld                        |        |
| {\displaystyle \mu } | Viscosidad del lubricante                   | Pa s   |
| {\displaystyle N}    | Velocidad de rotación del eje               | s-1    |
| {\displaystyle P}    | Carga por área proyectada sobre el cojinete | N / m2 |
| {\displaystyle r}    | Radio del eje                               | m      |
| {\displaystyle c}    | Tolerancia radial entre cojinete y eje      | m      |

- Datos: Q6047623